# هاري بيرنارد
هاري بيرنارد (بالإنجليزية: Harry Bernard)‏ مواليد 13 يناير 1878 في سان فرانسيسكو، كاليفورنيا، الولايات المتحدة - الوفاة 4 نوفمبر 1940 في هوليوود، لوس أنجلوس، كاليفورنيا، الولايات المتحدة، هو ممثل أمريكي شارك في قرابة 150 فلما.

## الأعمال
- حرية
- وقت الميل
- طريق الخروج من الغرب
- أحمق في أكسفورد

## روابط خارجية
- هاري بيرنارد على موقع IMDb (الإنجليزية)
- هاري بيرنارد على موقع ألو سيني (الفرنسية)
- هاري بيرنارد على موقع أول موفي (الإنجليزية)
- هاري بيرنارد على موقع قاعدة بيانات الأفلام السويدية (السويدية)
- هاري بيرنارد على موقع قاعدة بيانات الفيلم (الإنجليزية)
- هاري بيرنارد على موقع كينوبويسك (الروسية)